# Morte de Slobodan Milošević
A morte de Slobodan Milošević, ex-presidente da Iugoslávia, ocorreu em 11 de março de 2006 em sua cela de um ataque cardíaco,  enquanto estava sendo julgado por crimes de guerra no Tribunal Penal Internacional para a antiga Iugoslávia em Haia, o que provocou repercussão internacional e um grande evento político especialmente na Sérvia e na Rússia. Milošević morreu poucos meses antes do veredicto do julgamento que durou quatro anos. Muitos de seus simpatizantes questionaram a causa da morte, sendo um tema de discussão aquecida e um problema político, se a morte foi causada deliberadamente e se alguém teve responsabilidade, uma vez que ocorreu logo após o Tribunal indeferir o pedido de Milošević de procurar tratamento médico especializado em uma clínica de cardiologia em Moscou;  porém o relatório de 30 de maio de 2006 confirmou que ele havia morrido de causas naturais e que não havia "nenhum veneno ou outra substância química encontrada em seu corpo que contribuiu para a morte".

## Estabelecimento da morte
Milošević foi encontrado morto em sua cela em 11 de março de 2006 no centro de detenção de crimes de guerra do tribunal da ONU na seção Scheveningen em Haia. Um funcionário do gabinete do chefe da promotoria afirmou que Milošević havia sido encontrado a cerca de 10 horas e, aparentemente, estava morto há várias horas. Seu julgamento deveria ser a retomado em 14 de março com o testemunho do ex-presidente do Montenegro, Momir Bulatović.
O estado de saúde de Milošević marcou o fim do julgamento. Os pedidos repetidos de Milošević por tratamento médico na Rússia são rejeitados pelo tribunal, embora a saúde do acusado, que promovia sua própria defesa, dificultava a continuidade do julgamento.
Seus assessores jurídicos, que apresentaram um documento de seis páginas, afirmaram que o ex-presidente escreveu uma carta antes de sua morte em que  dizia que os vestígios de um "remédio forte" para o tratamento de hanseníase ou tuberculose foram detectados em seu sangue, em janeiro. Ele alegou estar muito preocupado e com medo de que estavam tentando envenená-lo.
Sua morte por causas naturais foi anunciada pelo Partido Socialista da Sérvia, mas o advogado de Milošević, Zdenko Tomanović, afirmou que Milošević suspeitava às vésperas de sua morte, que estava sendo envenenado, e, por isso, exigiu que a autópsia fosse realizada na Rússia, em vez dos Países Baixos. Outros parentes também sugeriram que Milošević poderia ter cometido suicídio. No entanto, os resultados preliminares da autópsia sugeriram insuficiência cardíaca como a causa de sua morte. O pedido de autópsia na Rússia foi rejeitado pelo tribunal e seu corpo foi levado para o Instituto Forense Holandês, que autorizou a presença de um patologista de Belgrado. O relatório final do inquérito concluiu que Milošević morreu de causas naturais, descartando a presença de qualquer substância que poderia provocar um problema cardíaco.

## Controvérsias
Foi apurado que Milošević morreu de um ataque cardíaco. Entretanto, suspeitas têm sido manifestadas:
- que ele recebeu deliberadamente medicação errada, o que provocou o ataque cardíaco (o acusado, o próprio Milošević, três dias antes de morrer, fez esta afirmação em uma carta).[6]
- que o próprio tomou medicação errada, a fim de piorar sua condição ou cometer suicídio.[7] A Procuradora-Chefe do TPII, Carla Del Ponte, sugeriu que Milošević poderia ter cometido um suicídio, a fim de sujar o tribunal e "escapar à justiça"[8] (além de alguns meios de comunicação ocidentais, e muitos políticos dos EUA);
- que ele estava, deliberadamente ou por negligência, não recebendo o tratamento adequado que teria impedido o ataque cardíaco (hipótese levantada por médicos espanhóis, médicos russos, sérvios, os médicos da família Milošević, o acadêmico e filósofo Mihailo Marković)[9][10]

Milošević sofria de problemas cardíacos e pressão arterial elevada. Inicialmente, o médico legista holandês não conseguiu estabelecer a causa da sua morte. Por conseguinte, o presidente do TPII ordenou uma autópsia e uma investigação toxicológica. Imediatamente depois de sua morte foi anunciada, rumores de que Milošević havia sido envenenado começaram a circular.

## Reações
A reação mais notável foi uma carta de Marko Milošević, filho de Slobodan Milošević, endereçada ao presidente do TPII, ao presidente do Conselho de Segurança da ONU, ao Secretário-Geral da ONU, e para o juiz Parker, que liderou a investigação sobre a morte de Slobodan Milošević. Em sua carta, Marko Milošević acusa o Tribunal de Haia por negligência e pela morte de seu pai. Borislav Milošević, irmão do líder iugoslavo, também culpou o tribunal por causar a morte de seu irmão, ao recusar-lhe tratamento médico na Rússia.
Na Sérvia, dezenas de milhares de partidários de Milošević criticaram o Tribunal, por supostamente ser responsável por sua morte. Os membros do Partido Socialista foram particularmente duros - por exemplo, o alto oficial Ivica Dačić disse que "Milošević não morreu em Haia, ele foi assassinado em Haia." O presidente sérvio Boris Tadić, que era um oponente de Milošević e do Partido Socialista, disse que, em sua opinião, o tribunal de crimes de guerra da ONU foi responsável pela morte de Milošević, mas acrescentou que não iria prejudicar a futura cooperação da Sérvia com o tribunal. "Sem dúvida, Milošević pediu uma melhor assistência médica para sua saúde [...] esse direito é garantido a todos os réus por crimes de guerra [...] são responsáveis pelo que aconteceu."
O advogado de Milošević, Zdenko Tomanović, mostrou aos jornalistas uma cópia de uma carta manuscrita supostamente dirigida pelo ex-presidente iugoslavo para o chanceler russo, Sergey Lavrov. Nela, clama por ajuda ao descobrir, segundo ele, uma conspiração para assassiná-lo.
O ministro das Relações Exteriores russo criticou implicitamente os seus captores, dizendo: "Infelizmente, apesar de nossas garantias, o tribunal não aceitou a possibilidade de que Milošević recebesse tratamento na Rússia". Lavrov lembrou que o ex-presidente iugoslavo pediu para ser transferido para Moscou para tratamento médico, mas o TPII negou o pedido pelo fato de ter disponibilizado qualquer especialista que necessitasse e o medo de que ele não retornasse a Haia, apesar das garantias do governo russo. Lavrov expressou suas suspeitas dizendo que "[...] na verdade, desconfiavam da Rússia, o que nos alarma e nos preocupa, já que Milošević morreu pouco depois."
A Duma russa foi ainda mais severa, condenando as atividades do tribunal e pedindo a sua dissolução.
A promotora-chefe Carla del Ponte, lamentou a morte de Milosevic, dizendo que "A morte de Milošević negou justiça às vítimas e torna mais urgente a necessidade de capturar e extraditar outros líderes dos Bálcãs implicados nas atrocidades [...]." Em relação às causas da morte de Milošević, ela concluiu que o suicídio não poderia ser descartado e não quis comentar sobre a especulação de que Milosevic poderia ter sido envenenado. Em entrevista ao jornal italiano "La Repubblica", Carla del Ponte, afirmou que estava irritada com a morte, poucos meses antes de um veredicto ser emitido pelo tribunal depois de um julgamento que durou mais de quatro anos. "Eu estou irritada ... Em um instante tudo estava perdido, a morte de Milošević representa para mim uma derrota total."
Segundo o jornal britânico "The Observer", a morte de Milošević foi um duro golpe para o tribunal e aqueles que queriam estabelecer um registro histórico autoritário para a Guerra nos Bálcãs.
Mikhail Gorbachev, disse em uma entrevista a rádio Ekho Moskvi que não permitir que Milošević viajasse à Rússia foi "algo desumano".

## Funeral e enterro

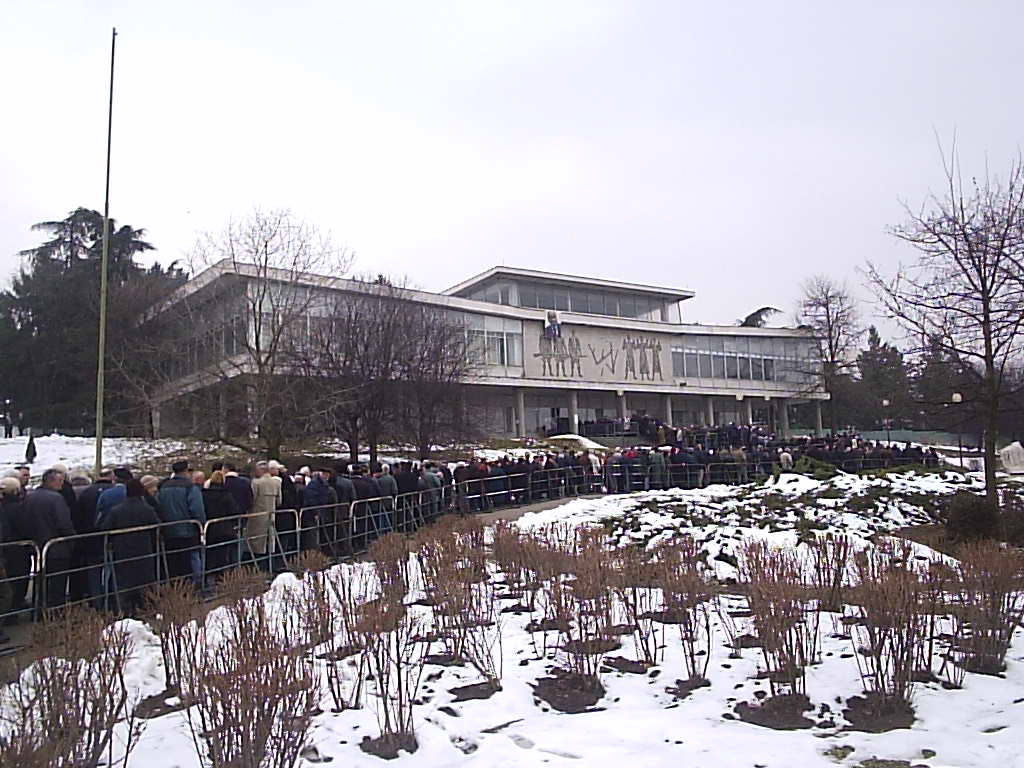
Funeral de Milošević: uma multidão de sérvios esperando para render homenagem a Slobodan Milošević em seu domicilio em Belgrado.

Houve uma forte polêmica em toda a Sérvia a respeito do funeral de Milošević, uma vez que o Partido Socialista e líderes nacionalistas exigiam que deveria ser patrocinado pelo Estado e fosse de alto nível. Em particular, argumentou-se que Milošević deveria ter um lugar de repouso de destaque no "Beco dos Grandes", onde outros líderes sérvios estão enterrados, mas o Tribunal rejeitou tais pedidos. Como resultado, o Partido Socialista ameaçou retirar o seu apoio, que era essencial para a coalizão governista. Após ter sido previsto um enterro na Rússia ou em Belgrado, o que causou alguma controvérsia, por fim, o Tribunal decidiu que Milošević deveria ter um enterro privado em sua cidade natal, Požarevac. No entanto, a cerimônia de despedida foi organizada pelo Partido Socialista fora do parlamento federal, em Belgrado. Cerca de 50.000 de apoiantes de Milošević participaram da cerimônia, que se transformou em uma manifestação em massa, com uma sucessão de discursos inflamados por adeptos proeminentes. Em seguida, o caixão de Milošević foi levado para sua cidade natal para o enterro no quintal da casa de sua família. Familiares e amigos próximos de Milošević se retiraram de seu funeral, citando ameaças anônimas e declarações contraditórias das autoridades sérvias em relação às garantias solicitadas de que não seriam presos. A filha de Milošević, Mirjana, afirmou que o Partido Socialista havia sequestrado o funeral para fins políticos.
Slobodan Milošević foi enterrado em 18 de março de 2006 no jardim de sua casa familiar em sua cidade natal de Požarevac, após receber uma homenagem na Avenida Central e de uma transferência solene para o lugar onde deveriam enterrá-lo. Sua lápide de mármore branco e cinza foi inscrito em ouro: Slobodan Milošević - 1941-2006. O funeral, que foi de caráter familiar nas orientações emanadas do governo sérvio, reuniu líderes de seu partido, seus governantes, os soldados que serviram nas suas guerras, e muitas pessoas provenientes de todas as partes da Sérvia e das regiões sérvias da Bósnia. Sua família não pôde comparecer por não ter permitido a entrada no país.
Seus inimigos políticos, os herdeiros do movimento Otpor (Resistência) que contribuíram para sua derrota, fizeram uma manifestação perto da esplanada em frente ao Parlamento Federal, onde foi erguido um templo despedir-se de Belgrado, que teve um impacto muito menor do que os atos de despedida do ex-presidente sérvio.